# Tamer
Tamer (テイマー Teeima?, Domador en inglés) es uno de los conceptos de la franquicia Digimon. En el anime, manga y los videojuegos, un tamer es un humano (sin importar la edad, aunque son normalmente niños o adolescentes) que ha obtenido un Digimon como compañero. Generalmente, un tamer tiene la posibilidad de escoger a su propio Digimon como compañero. El concepto de Tamers es más usado en el manga y los videojuegos. En el anime existen otro tipo de Tamer, conocido como Chosen Child (選ばれし子供 Erabareshi Kodomo?, Niño Elegido o Digi-Destined (Digi Destinado) en la versión USA). Un Chosen Child es una persona que ha sido invocada al Digimundo por un poder superior para protegerlo de alguna crisis inminente.
En las notas conceptuales primarias de desarrollo de Digimon Tamers, Konaka explica brevemente su visión del concepto "Digimon Tamer". Los Tamers están hechos para entrenar Digimon, así que su método de comunicación, al menos al principio, será a través de las batallas. Luego, este lazo se irá convirtiendo en amistad verdadera, el cual es el núcleo de la serie. 
El concepto Tamer hace aparición por primera vez en el manga Digimon Adventure V-Tamer 01, en el cual, Taichi es mostrado como un personaje muy inteligente, que planea sus estrategias mientras se desarrolla la batalla, estudiando cada una de las circunstancias. Su empatía con Zero (su V-dramon compañero) es vital para sus batallas, ya que cada gesto de su tamer significa una orden para Zero. Este concepto pronto sería extrapolado al anime, con la tercera temporada de Digimon.
Pese a la creencia popular, un tamer puede tener más de un Digimon. Esto está basado en el merchandising de Digimon en la vida real, pues un chico puede comprar cuantos V-Pets quiera. En los videojuegos sobre todo, un tamer puede llegar a tener casi todos los Digimon que salen en los juegos.
Los Digimon generalmente obtienen la habilidad de evolucionar más rápido que de forma natural cuando tienen un compañero humano. Por eso muchos Digimon deciden buscar un tamer que los entrene adecuadamente, llegando al extremo de viajar al Mundo Real en busca de uno. En Digimon Tamers, este es uno de los puntos principales en la primera parte de la serie.

## Niños elegidos
El concepto de Niños Elegidos es exclusivo de la serie. Su única diferencia con los Tamers es que los Elegidos son escogidos por algún ser benevolente para proteger el Digimundo (y el Mundo Real en ciertos casos). Normalmente, la función de un Niño Elegido es ayudar a sus Digimon compañeros por medio de los objetos sagrados que portan.
En Digimon Adventure existen Niños Elegidos de muchas partes del mundo, y casi cada año un grupo nuevo es elegido. En el episodio 54 se menciona brevemente un primer grupo, del cual no se da mucha información, salvo que fueron los que sellaron a Apocalymon años atrás en la serie.

## Digisoul
En las actuales entregas de Digimon (Digimon Savers y Digimon Next), se ha introducido este nuevo elemento. La Digisoul (Digital Soul, Alma Digital), conocido en la versión USA como D.N.A. (Digimon Natural Ability, Habilidad Natural Digimon) es una fuente de energía nacida de las emociones y sentimientos humanos. Cuanto más intenso es un sentimiento, más fuerte es la Digisoul. La Digisoul emana como un aura de energía, cuyo color varía según la persona, del cuerpo del Tamer, y puede ser usado a través de un Digivice enviando la energía al Digimon. Con esta energía el Tamer puede desde potenciar las habilidades de un Digimon en batalla hasta iniciar el proceso de Digievolución. 